# Holywood
Holywood (irisch: Ard Mhic Nasca; dt.: „Die Höhe des [Heiligen Laisrén,] des Sohnes des Nasca“) ist eine Stadt in der historischen Grafschaft Down in Nordirland.
Holywood liegt im Norden der nordirischen Grafschaft Down am südlichen Ufer des Belfast Lough (Bucht von Belfast), der die Mündung des River Lagan ist. Die nächstgelegenen Städte sind Belfast (10 Kilometer südwestlich) und Bangor (zwölf Kilometer östlich). Es gehört administrativ zum Distrikt Ards and North Down. Der George Best Belfast City Airport ist wenige Kilometer entfernt. 
Der englische Name des Ortes, ursprünglich lateinisch Sanctus Boscus („Heiliger Wald“), geht auf die Normannen zurück, die sich dabei auf das ein vor 640 gegründetes Kloster umgebende Waldland bezogen. Die anglisierte Form tauchte dokumentiert erstmals im 14. Jahrhundert als Haliwode auf. Die Aussprache des heutigen Namens ist identisch mit der Hollywoods.
Die Einwohnerzahl Holywoods wurde beim Census 2001 mit 12.037 Personen ermittelt; von denen 23,0 %  katholisch und 68,6 % protestantisch waren. Um 1900 hatte der Ort etwa 3500 Einwohner. In den Palace Barracks in Holywood befindet sich die Zentrale des Security Service („MI5“) in Nordirland.
Holywood Motte ist eine anglonormannische Motte in der Brooke Street in Holywood.

## Persönlichkeiten
- Alexander Haliday (1806–1870), Insektenkundler
- Joseph Larmor (1857–1942), Physiker und Mathematiker
- Kathleen Schlesinger (1862–1953), Musikarchäologin und Musikinstrumentenhistorikerin
- Sarah Cecilia Harrison (1863–1941), Porträtmalerin und Nationalistin, Sozialreformerin und Feministin
- Rosamond Praeger (1867–1954), Künstlerin
- Louise Kennedy (* 1967), irische Schriftstellerin
- Garth Ennis (* 1970), Comicautor
- Clive Standen (* 1981), Schauspieler
- Jamie Dornan (* 1982), Schauspieler, Musiker, Model
- Rory McIlroy (* 1989), Profigolfer
- Ross Adair (* 1994), Cricket- und Rugby-Union-Spieler
- Mark Adair (* 1996), Cricketspieler